# Marina Popovici
Marina Lavrentievna Popovici (în rusă Мари́на Лавре́нтьевна Попо́вич) (născută Vasilieva; n. 20 iulie 1931, Velizhsky District⁠(d), Regiunea Smolensk, Rusia – d. 30 noiembrie 2017, Krasnodar, Ținutul Krasnodar, Rusia) a fost o femeie colonel, inginer al Forțelor Aeriene Sovietice și pilot de încercare sovietic decorat. În 1964, a devenit a treia femeie și prima femeie sovietică care a depășit bariera sunetului. Cunoscută sub numele de „Madame MiG”, pentru munca ei în avionul de luptă sovietic, a stabilit peste o sută de recorduri mondiale de aviație cu peste 40 de tipuri de aeronave de-a lungul carierei sale.

## Biografie
Marina Vasilieva s-a născut în 1931 în districtul Velijskii din regiunea Smolensk, dar a fost evacuată împreună cu familia la Novosibirsk în timpul celui de-al doilea război mondial.
A început să învețe să piloteze în copilărie, dar, după război, Uniunea Sovietică a interzis femeilor să servească ca piloți militari. La 16 ani, afirmând că are vârsta de 22 de ani, i-a scris mareșalului sovietic Kliment Voroșilov cerând să fie admisă la o școală de zbor. Voroșilov a intervenit în numele ei și a fost admisă la Novosibirsk Aviation Technicum unde a absolvit în 1951.
Inițial, a lucrat ca inginer, apoi mai târziu ca instructor de zbor. În 1962, a intrat în primul grup de femei care urma să se antreneze pentru a deveni cosmonauți în programul spațial sovietic. După două luni de antrenament, a fost îndepărtată din program. Soțul ei, Pavel Popovici, a fost admis în program, devenind în 1962 cea de-a opta persoană din spațiu la bordul Vostok 4.
A devenit pilot al Forțelor Aeriene Sovietice în 1963, iar în 1964 a fost admisă ca pilot militar de testare. Mai târziu în acel an (10 iunie) a depășit bariera sunetului într-un MiG 21. A fost trecută în rezervă în 1978 și apoi s-a alăturat Biroului de Proiectare Antonov ca pilot de testare. La Antonov, ea a stabilit zece recorduri de zbor pe turbopropulsorul Antonov An-22.  S-a retras în 1984.
A scris nouă cărți și două scenarii. O stea din constelația Racul îi poartă numele.
Marina Popovici, membră a Uniunii Scriitorilor din Rusia, a scris nouă cărți, inclusiv colecția de poezie Zhizn - vechny vzlyot (Viața este o creștere eternă, 1972).  A fost co-autoare a două scenarii de film, Nebo so mnoy (Cerul este cu mine, 1974)  și Buket fialok (Buchetul de violete, 1983).
Popovici a murit la 30 noiembrie 2017. A fost înmormântată cu onoruri militare la Cimitirul Memorial Militar Federal.

### Afirmații despre OZN-uri
Marina Popovici a vorbit despre experiențele sale în legătură cu OZN-urile în cartea sa intitulată UFO Glasnost (publicată în 2003 în Germania) și în prelegeri și interviuri publice. Ea a susținut că piloții militari și civili sovietici au confirmat 3000 de observări de OZN-uri și că Forțele Aeriene Sovietice și KGB-ul au recuperat fragmente de la cinci OZN-uri prăbușite. Locurile de prăbușire au fost Tunguska (1908), Novosibirsk, Tallinn, Ordzhonikidze și Dalnegorsk (1986).

## Viață privata
Primul soț al Marina Popovici a fost Pavel Popovici, un fost cosmonaut sovietic,  cu care a avut două fiice, Natalia (n. 1956) și Oksana (n. 1968), ambele absolvente ale Institutului de Stat pentru Relații Internaționale din Moscova. A avut două nepoate, Tatiana și Alexandra, și un nepot,  Mihail (Michael), acesta din urmă născut în Anglia.  Al doilea soț al ei a fost Boris Alexandrovici Jihorev, general-maior al forțelor aeriene ruse, vicepreședinte al Comitetului Central al Uniunii Ofițerilor Sovietici.

## Premii și onoruri
- Ordinul Drapelul Roșu al Muncii
- Ordinul Insigna de Onoare
- Maestru Onorat al Sportului
- Câștigătoare a Marii Medalii de Aur „FAI” pentru răspândirea cunoștințelor aeronautice